# Cessna 425
El Cessna 425 es un avión turbohélice para 8 ocupantes.

## Especificaciones de aeronave

### Características generales
- Tripulación: 1 piloto
- Capacidad: 7 pasajeros
- Longitud: 10,9m.
- Envergadura: 13,5m.
- Altura: 3,8m.
- Superficie alar: 20.9 m²
- Peso vacío: 2.244 kg.
- Peso máximo al despegue: 3.719,5 kg
- Planta motriz:   .

### Rendimiento
- Velocidad máxima operativa (Vno):  264 nudos